# اینترلچن (فلوریدا)
اینترلچن (به انگلیسی: Interlachen) شهرکی در شهرستان پوتنام ایالت فلوریدا است که در سال ۱۸۸۸ بنیان‌گذاری شده‌است. این شهرک طبق سرشماری سال ۲۰۱۰ میلادی، ۱٬۵۵۹ نفر جمعیت داشته و مساحت آن نیز ۱۶٫۷ کیلومتر مربع است.